# Eferding (distrikt)
Eferding  är ett distrikt (Bezirk) i det österrikiska  förbundslandet Oberösterreich. Centralorten Eferding ligger 175 kilometer väster om huvudstaden Wien.
Distriktet delas in i en stadskommun, tre köpingskommuner och åtta kommuner:
Stadskommuner (Stadtgemeinden):
- Eferding

Köpingskommuner (Marktgemeinden):
- Aschach an der Donau
- Prambachkirchen
- Sankt Marienkirchen an der Polsenz

Kommunerna i distriktet Eferding

Kommuner (Gemeinden):
- Alkoven
- Fraham
- Haibach ob der Donau
- Hartkirchen
- Hinzenbach
- Pupping
- Scharten
- Stroheim